# Relazioni bilaterali tra Italia e Sudafrica
Le relazioni bilaterali tra Italia e Sudafrica sono le relazioni diplomatiche estere tra la Repubblica Italiana e la Repubblica del Sudafrica. Entrambi i paesi stabilirono relazioni diplomatiche nel 1929. L'Italia ha un'ambasciata a Pretoria, un consolato a Johannesburg, 2 consolati (a Città del Capo e Durban) e 2 consolati onorari (a East London e Port Elizabeth). Il Sudafrica ha un'ambasciata a Roma, un consolato generale a Milano e 7 consolati onorari (a Bari, Bologna, Firenze, Genova, Napoli, Trieste e Venezia).
Ci sono circa 35.000 persone di origine italiana che vivono in Sudafrica.
Durante la seconda guerra mondiale, circa 100.000 prigionieri di guerra italiani furono trattenuti dagli inglesi in Sudafrica.

## Economia
Nel 2001, l'Italia si è classificata al 6º posto nel commercio totale e al 10° nel totale degli investimenti in Sudafrica. L'Italia è un grande produttore e consumatore di due delle maggiori esportazioni del Sud Africa, oro e carbone. Per quanto riguarda il turismo, più di 37.000 italiani hanno visitato il Sudafrica nel 2001. Nel 2002, esistevano quattro voli diretti tra i paesi con South African Airways a causa dell'apertura di un altro.